# ShortList
ShortList est un magazine hebdomadaire gratuit publié à Londres entre 2007 et 2018.

## Histoire
ShortList est lancé le 20 septembre 2007 avec le slogan « Pour les hommes qui ont plus d'une chose en tête », pour les différencier des magazines masculins d'alors comme FHM et Loaded.
Joe Mackertich, le rédacteur en chef, déclare qu'« il est important pour moi que les gens choisissent ShortList et se sentent animés, informés et flattés ».
À l'occasion du dixième anniversaire de ShortList, fin septembre 2017, l'équipe a créé « une édition spéciale du produit imprimé, avec un concept de couverture divisée incroyablement ambitieux. Dix stars du cinéma, du sport, de la politique et de la télévision, toutes photographiées en blanc, toutes tenant une photo d'elles-mêmes datant d'il y a 10 ans ».
ShortList est publié par ShortList Media Ltd., qui est également propriétaire de Stylist, Emerald Street et Mr Hyde.

## Circulation et distribution
ShortList est distribué gratuitement tous les jeudis à Londres, Manchester, Édimbourg, Glasgow, Newcastle upon Tyne, Leeds, Dundee et Birmingham. Entre juillet et décembre 2017 il a été distribué à 502 773 exemplaires, représentant 58,9 % du secteur total du style de vie masculin dans ces huit grandes villes britanniques, avec le plus grand tirage imprimé de tous les magazines pour hommes au Royaume-Uni,.
ShortList est un important « pionnier du modèle de publication "freemium" », fournissant gratuitement un contenu premium de haute qualité au public métropolitain.

## Éditeurs
Les différents éditeurs de ShortList sont les suivants, :
- Joe Mackeritch (juillet 2016 - décembre 2018)
- Martin Robinson (mai 2011 - juin 2016)
- Terri White (août 2007 - avril 2011)